# 联合国海地司法支助特派团
聯合國海地司法支助特派團（英語：United Nations Mission for Justice Support in Haiti），簡稱聯海司法支助團，是依據聯合國安全理事會第2350（2017）號決議的要求所成立的一個海地維和任務。
2017年4月，聯合國安全理事會一致同意，最晚在2017年10月15日前，逐步撤離在海地執行聯合國海地穩定特派團的2,370名兵力，並以聯合國海地司法支助特派團作為後繼任務。
聯合國海地司法支助特派團將會由1,275名警力、矯正懲教與國際文職人員組成，無任何軍事人員參與。
於聯合國海地穩定特派團服勤的2支印度警察部隊將會保留在該特派團中服務，其餘印度警察支援部隊將會返回印度。截至2017年2月止，印度於聯合國海地穩定特派團中共派出452名警力。
此任務的結束期限訂為2018年4月15日。

## 外部連結
- 聯合國海地司法支助特派團官方網站（英文）